# Stefanía Guðmundsdóttir

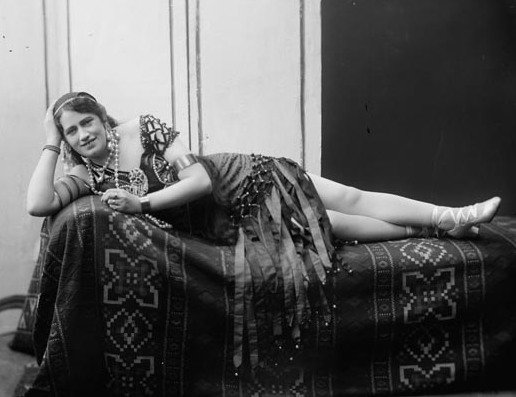
Stefanía Guðmundsdóttir

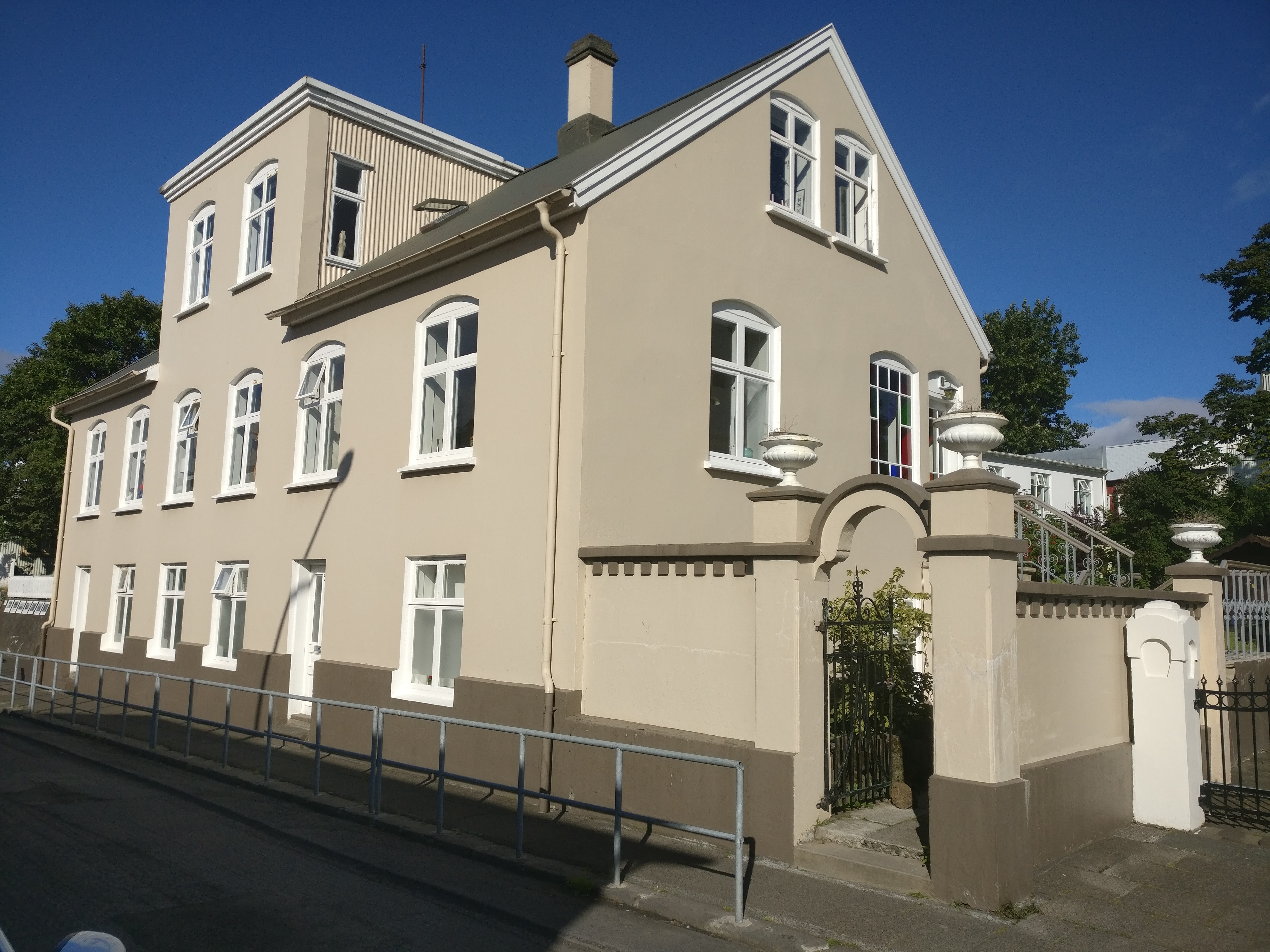
Das Haus von Stefanía und ihrer Familie in Reykjavík, jetzt ein Baudenkmal (2017)

Stefanía Guðmundsdóttir (* 29. Juni 1876 in Reykjavík; † 16. Januar 1926 in Kopenhagen) war eine isländische Schauspielerin.

## Biographie
Die Schauspielerin Stefanía Guðmundsdóttir wuchs in ihren ersten Lebensjahren in Seyðisfjörður auf. Ihre Mutter starb, als sie sechs Jahre alt war, und einige Jahre später wanderte ihr Vater mit ihrem einzigen Bruder nach Nordamerika aus. Stefanía blieb in Seyðisfjörður und wuchs bei ihrer Pflegemutter Sólveig auf. 1890 zogen die Frauen nach Reykjavík, wo Sólveig in ihrem Haus ein Lebensmittelgeschäft eröffnete.
Im Alter von 17 Jahren, am 30. Januar 1893, stand Stefanía in der Halle Gúttó erstmals auf der Bühne. Wenngleich Autodidaktin, wurde sie zur bekanntesten Schauspielerin Islands und war eine der Mitbegründerinnen der bis heute bestehenden Theaterkompanie von Reykjavík (LR), damals noch ein Laientheater. In den folgenden Jahren spielte sie jeden Winter Theater und bewies ihre Vielseitigkeit: Sie spielte die Magda in Heimat des deutschen Dichters Hermann Sudermann (1901), die Titelrolle in Nora oder Ein Puppenheim von Henrik Ibsen, die Kameliendame im gleichnamigen Stück von Alexandre Dumas (1906) und in Stücken weiterer bedeutender Dramatiker. Der dänische Theaterkritiker Adam Poulsen ermunterte sie, nach Dänemark zu kommen, um dort eine professionelle Schauspiellaufbahn zu verfolgen, sie zog es aber vor, bei ihrer Familie in Island zu bleiben. Ihr letztes Stück war die Titelrolle in dem französischen Melodram Mrs. X von Alexandre Bisson (1920), aber sie spielte auch gekonnt komische Rollen.
Neben ihren Bühnenauftritten leitete Stefanía Kinderaufführungen, unterrichtete Nachwuchsschauspieler und unternahm Reisen, so etwa im Winter 1904/05 nach Kopenhagen, wo sie von Ballett und Tanz fasziniert wurde. Dies war ihr möglich, weil ihr Mann Borgþór, ebenfalls ein begeisterter Schauspieler und Regisseur, seine Frau unterstützte. Im Herbst 1914 tanzte sie in Reykjavík als Erste öffentlich Tango, was als sehr gewagt galt. In den Sommern 1915 und 1916 ging sie mit ihrem Sohn Óskar nach Akureyri und trug dort mit Theateraufführungen zur Gründung des noch heute aktiven Leikfélag Akureyrar im Jahr 1917 bei. Im Herbst 1920 reiste sie zusammen mit Óskar und ihren Töchtern Emilia und Anna zu isländischen Siedlungen in Kanada und Nordamerika, um Theaterstücke aufzuführen. Dort traf sie ihren Vater und ihren Bruder wieder, die sie seit nahezu 40 Jahren nicht mehr gesehen hatte.
Stefanía war verheiratet mit Borgþór Jósefsson (1860–1934); die Eheleute bekamen sieben Kinder, von denen sechs das Erwachsenenalter erreichten und den Familiennamen Borg annahmen. Borgþór war von Beruf Kaufmann und wurde später Stadtkämmerer von Reykjavík. Die Familie lebte ab den 1910er Jahren in einem großen Haus am Laufásvegur 5, das heute noch existiert und seit 2012 unter Denkmalschutz steht (Stand 2022). Im Herbst 1925 reiste sie zu einer medizinischen Behandlung nach Kopenhagen, und Anfang Januar 1926 unterzog sie sich einer Operation. Stefanía Guðmundsdóttir starb dort am 16. Januar im Alter von 49 Jahren. Sie liegt auf dem Hólavallagarður við Suðurgötu begraben.
Stefanías Tochter Anna wurde unter dem Namen Anna Borg in Dänemark als Schauspielerin bekannt und war verheiratet mit dem dänischen Kollegen Poul Reumert. Sie war die erste Isländerin, die eine anerkannte Ausbildung zur Schauspielerin durchlief. Die Eheleute reisten öfter nach Island und gaben dort Gastspiele. Während eines Besuchs im Jahre 1938 gründeten sie einen Fonds zum Gedenken an Stefanía. Nach Anna Borgs Tod beim Flugunfall von Nesøya am 14. April 1963 spendete Reumert den Verkaufserlös ihrer Erinnerungsstücke an diesen Fonds, der vielen jungen isländischen Schauspielern Stipendien für Studienaufenthalte im Ausland verschaffte.